# 石川由依
石川由依（日语：／ Ishikawa Yui，1989年5月30日—）是日本兵庫縣出身的女演員、声优，身高161公分。曾隸屬於砂岡事務所，2019年5月11日在Twitter上宣布，轉入mitt management事務所。

## 經歷
2005年9月從向日葵劇團移籍至砂岡事務所。2019年4月30日離開砂岡事務所。
2021年3月6日於第15回聲優獎獲得主演女優賞。
2021年5月30日透過X(原推特)宣布已婚的訊息。
2025年5月11日透過X(原推特)宣布生下一子。

## 演出作品

### 電視劇
- （日本電視台）
- （日本電視台）
- （日本電視台）
- （朝日電視台）
- 金曜時代劇（NHK）
- （東京電視台）

### 舞台劇
- アイリーン役
- フブキ役
- アン＝シャーリー役
- アーサー役
- 主人公 狭也役
- 主人公 メアリ役
- （栗田芳宏／演出）アーサー役
- ナタルカ役 世田谷パブリックシアター
- ヨルハ二號A型(A2)役

### 電視動畫
2007年
- 英雄時代（狄亞奈拉·伊·萊夏·亞爾特利亞·歐魯·維諾斯）

2008年
- 迷宮塔～烏魯克之盾～（姬）

2009年
- DARKER THAN BLACK-流星之雙子-（塔尼婭・阿克羅）

2013年
- 進擊的巨人（米卡莎·阿卡曼）
- 寵物小精靈BestWishes Season 2 杰可羅拉的冒險！（荷莉）
- 魯邦三世 微風公主 隱藏的空中都市（尤緹卡）
- GUNDAM創戰者（高坂千奈）

2014年
- 蟲師 續章（女孩）
- 遊戲王ARC-V（赤馬零羅）
- Aikatsu！偶像活動！（新條雛姬）
- GUNDAM創戰者TRY（高坂千奈）
- 早安戀味蛋糕店（春野小百合）

2015年
- 蒼穹之戰神 EXODUS（水鏡美三香）
- 終結的熾天使（雪見時雨）
- 魔鬼戀人 -MORE,BLOOD-（無神皓〈幼少期〉）
- 進擊！巨人中學校（米卡莎·阿卡曼）
- 終結的熾天使 名古屋決戰篇（雪見時雨）

2016年
- 潮與虎 第2期（薰）
- Qualidea Code（宇多良卡娜莉亞）
- 少女編號（片倉京）

2017年
- 鬼平（阿催）
- 進擊的巨人 Season 2（米卡莎·阿卡曼）
- 不正經的魔術講師與禁忌教典（溫蒂·那布勒斯）
- 情色漫畫老師（高砂智惠）
- 暗芝居 第5期
- 理想禁區（陳大茜）

2018年
- 紫羅蘭永恆花園（薇爾莉特·伊芙加登）
- Fate/EXTRA Last Encore（岸波白野）
- 魯邦三世 PART5（瑪莉）
- DEVILSLINE 惡魔戰線（平彩紗）
- 輕羽飛揚（海老名悠）
- 進擊的巨人 Season 3（米卡莎·阿卡曼）
- 暗芝居 第6期
- 工作細胞（後輩紅血球）
- RErideD -穿越時空的德理達-（少女）

2019年
- 動物朋友2（咕嚕嚕[6]）
- 碧藍航線（企業）
- ACTORS -Songs Connection-（音之宮望）
- 刺客守則（愛麗絲·安傑爾[7]）
- 偶像學園 on Parade！（新條雛姬）

2020年
- 妖怪學園Y ～第N類接觸～（戈羅米、Wild Boy、德田寧娜、九尾 母、真野黑美）
- 請在伸展台上微笑（都村穗乃香）
- 毛球權次郎（乙姬）
- 新櫻花大戰 the Animation（龍膽薰）
- 阿拉德:逆轉之輪（吟遊詩人艾麗絲）
- 攀岩！-Sport Climbing Girls-（上原隼）
- 成神之日（伊座並杏子）
- Tales of Crestoria -他背負著罪孽啟程-（米潔菈）

2021年
- 勇者鬥惡龍 達伊的大冒險（艾美）
- 工作細胞!!（後輩紅血球）
- 進擊的巨人 The Final Season Part 1（米卡莎·阿卡曼）
- EX-ARM（艾莉莎姬神）
- Tropical-Rouge！光之美少女（一之瀨實／木瓜天使）
- 聖女魔力無所不能（聖〈小鳥遊聖〉）
- 寶可夢 旅途（橙怡）
- 大運動會 ReSTART!（伊娃·加倫斯坦）
- 再見了，我的克拉默（井藤春名）
- 現實主義勇者的王國重建記（貞德·尤弗利亞）
- 關於我轉生變成史萊姆這檔事 第2期（卡嘉莉）
- 白沙的Aquatope（南風原知夢）
- 跳跳小雞（糖蘋果、團子）[8]
- 境界戰機（I-LeS 京）
- 海賊王女（アリア）

2022年
- 秘密內幕～女警的反擊～（藤聖子[9]）
- 白金終局（弓木愛美[10]）
- 現實主義勇者的王國重建記 第2期（貞德·尤弗利亞）
- 進擊的巨人 The Final Season Part 2（米卡莎·阿卡曼）
- 明日同學的水手服（水上莉莉）
- BLACK★★ROCK SHOOTER DAWN FALL（BLACK ROCK SHOOTER〈Empress〉[11]）
- Love Live! 虹咲學園學園偶像同好會（川本美里）
- 跳跳小雞 第2期（糖蘋果、團子）
- 明日方舟 黎明前奏（雷蛇[12]）

2023年
- 冰屬性男子與無表情女子（冬月[13]）
- 尼爾：自動人形 Ver1.1a（2B[14]）
- 進擊的巨人 The Final Season 完結篇（米卡莎·阿卡曼）
- 機戰少女Alice Expansion（百科文嘉）
- 能幹貓今天也憂鬱（福澤幸來[15]）
- 奇異賢伴 黑色天使（艾達）
- 跳跳小雞 第3期（糖蘋果、團子[16]）
- 聖劍學院的魔劍使（黎榭莉亞·雷·克里斯塔利亞[17]）
- 聖女魔力無所不能II（聖〈小鳥遊聖〉[18]）
- 明日方舟 冬隱歸路（雷蛇）
- 藥師少女的獨語（梨花妃[19]））
- 不死不運（穆[20]）
- 鴨乃橋論的禁忌推理（速水）

2024年
- 外科醫生愛麗絲（愛麗絲·德·羅蘭[21]）
- 格鬥實況（朝宮夏帆[22]）
- 關於我轉生成史萊姆這檔事 第3期（卡嘉莉）
- 蜻蛉高球（音羽ひのき[23]）

2025年
- 藥師少女的獨語（第2期）（梨花妃[24]）
- 平凡上班族到異世界當上了四天王的故事（席爾菲德／貝鈴妲）
- 天久鷹央的推理病歷表[25]（倉本英）
- 想星的亞庫艾里翁 Myth of Emotions（賽德娜[26]）
- 聖騎士之戰 奮戰：DUAL RULERS（尤妮卡[27]）
- 機動戰士Gundam GQuuuuuuX（涅安[28]）
- 完美到難以接近的聖女遭到解除婚約後被賣到鄰國（菲莉亞·艾德諾[29]）
- CITY THE ANIMATION（泉環子[30]）
- 被驅逐出勇者隊伍的白魔導師，被S級冒險者撿到（莉娜[31]）
- 對我垂涎欲滴的非人少女（近江汐莉[32]）
- 異世界小白玩家 －用 HP1 展開最強最快的迷宮攻略－（露米莉亞·薛伍德[33]）
- 永久的黃昏（黃昏[34]）

時期未定
- 與妳相戀到生命盡頭（莫德·亞里[35]）

### OVA
- ×××HOLiC 春夢記（旅館的女子）

2019年
- 情色漫畫老師（高砂智惠）

2021年
- 機戰少女Alice（百科文嘉）

### 動畫電影
2014年
- 劇場版 偶像學園（新條雛姬）

2015年
- 偶像學園！音樂大獎 大家一起獲獎吧！（新條雛姬）

2016年
- 偶像學園！～被盯上的魔法偶活卡～（新條雛姬）
- 電影版 聲之形（佐原美世子）

2019年
- 紫羅蘭永恆花園外傳：永遠與自動手記人偶 （薇爾莉特·伊芙加登）
- 電影 Star☆Twinkle 光之美少女 向星之歌傾注思念（哈伊多罗）
- 只想受到你的歡迎（堀宮早紀子）[36]

2020年
- 紫羅蘭永恆花園電影版（薇爾莉特·伊芙加登）

2021年
- 電影Tropical-Rouge！光之美少女 小小闖入！組合♡舞會！（一之瀨實／木瓜天使）
- 機動戰士鋼彈 閃光的哈薩威（艾梅拉爾妲·茲比恩）[37]
- 電影Tropical-Rouge！光之美少女 雪之公主與奇蹟的戒指！（一之瀨實／木瓜天使）

2022年
- 偶像學園！ 10th STORY ～通往未來的STARWAY～（2022年版）（新條雛姬）

2023年
- 偶像學園！ 10th STORY ～通往未來的STARWAY～（2023年版）（新條雛姬）

2025年
- 偶像學園×星光樂園 THE MOVIE -相遇的奇蹟！-（新條雛姬[38]）

### 網路動畫
2020年
- 破曉之翼（瑪俐、克拉拉）

2023年
- 陰陽師（露子[39]）

### 遊戲
2014年
- 刀劍神域 虛空斷章（菲莉亞／竹宮琴音）

2015年
- 刀劍神域 Lost Song（菲莉亞／竹宮琴音）

2016年
- 刀劍神域 虛空幻界（菲莉亞／竹宮琴音）

2017年
- 尼爾：自動人形（2B (寄葉二號B型) ）
- 加速世界VS刀劍神域 千年的黃昏（菲莉亚／竹宫琴音）
- 碧藍航線（企業）
- Fate/EXTELLA Link（岸波白野（女））
- 另一個伊甸 穿越時空的貓（伊絲卡）

2018年
- 機戰少女Alice（百科文嘉、我龍繪美）

2019年
- 明日方舟（夜鶯、雷蛇）
- LoveR（姬乃樹凜世[40]）
- 超機動聯盟（伊織[41]）
- Tokyo Chronos （二階堂華怜）
- 光明記憶 （舒雅）

2020年
- 戰雙帕彌什（露西亞、阿爾法）
- Sdorica 萬象物語（汀朵伊姆）

2021年
- Fate/Grand Order（摩根·勒·菲、救世主托內莉可、岸波白野（女））
- 英雄傳說 黎之軌跡(莉婕特·唐寧)
- 白夜極光（希羅娜）
- 白貓Project（露娜・克里斯多福）

2022年
- 怪物彈珠（阿碧斯）
- 守望傳說（機器人MK.99、機器人MK.2、小小機器人AA72）
- 魔物獵人 崛起：破曉（菲歐莉尼)
- 少女前線 梅德洛夫
- 幻塔（梅麗爾)
- 薑餅人王國（月光魔法師）
- 勝利女神：妮姬（拉毗）[42]
- 聖火降魔錄 英雄雲集（媞妮）

2023年
- MementoMori （奧菲莉婭）
- 崩壞：星穹鐵道 （女開拓者）
- 心淵夢境 （蕾妮）
- 無期迷途（罗睺）
- 原神 （克洛琳德）
- 超偵探事件簿 霧雨謎宮（赫拉拉＝奈德梅亞）
- 勝利女神：妮姬（2B(寄葉二號B型)）
- 蔚藍檔案（飛鳥馬季）

2024年
- 碧藍幻想 Versus -RISING-（2B）
- 鳴潮 （秧秧）
- 辟邪除妖 Variants Daphne（普古利特）

2025年
- Fate/EXTRA Record（岸波白野（女））
- 傳說對決（刀鋒寶貝/造型：末世龍焰）
- 伊瑟（煉）
- 符文工廠龍之天地（輝夜）
- 鈴蘭之劍（露卡瑪爾）

未知時期
- 二重螺旋（貝蕾妮卡）

### 其他
- 劇場版《蜘蛛人》
- （旁白）
- NEC（廣播CM）
- （NHK教育）
- NHK-FM（ラジオドラマ）
- 、（NHK-FM）